# Mediatoren (De Mortel)
De Mediatoren (bijnaam: De Wortel van De Mortel) is een zendtoren van Alticom (voorheen KPN) aan de Hemelsbleekweg 15 in De Mortel in de Nederlandse provincie Noord-Brabant. De toren is 127,7 meter hoog.
De toren is van hetzelfde type als die in Ittervoort.

## Bouw
Met het bouwrijp maken van de grond werd begonnen op 16 juni 1989 en eind die maand begon men met de fundering van de toren. Op 15 oktober 1989 werd een begin gemaakt met de glijbekisting om de toren op de bouwen. Vanaf dat moment werd er dag en nacht gebouwd en op 14 november van dat jaar was de toren zelf klaar. De vier ringen (waar later de schotels op geplaatst werden) werden tussen januari en mei 1990 omhoog gehesen en bevestigd. Vanaf juni werden de schotels geplaatst en werd de toren verder afgewerkt. Uiteindelijk werd de toren op 31 augustus 1990 opgeleverd.

## Nieuwe functie
De toren wordt sinds 2005 door slechtvalken als broedplaats gebruikt. In 2007 werd de toren door de KPN voor een symbolisch bedrag verkocht aan Alticom. Ook werd toen de toren ontmanteld (o.a. de schotels werden verwijderd).
Momenteel wordt de toren nog gebruikt voor radio-uitzendingen op de frequentie 102.3 MHz (Radio 538), DAB+ (Kanalen 7A,11C en 12C), P2000, SMF3 en  als locatie voor mobiele zendinstallatie voor GSM(2G), LTE(4G) en NR(5G) van KPN (zie locatie en details op antennekaart.nl).